# Vaal
Vaal este un râu din Africa de Sud, denumirea lui provine de la buri ca amintire a râului Waal din delta Rinului Olanda țara de origine a lor. Râul Vaal izvorăște în nordul provinciei Mpumalanga în apropiere de Swaziland. Vaal cuge 1.251 km spre sud-vest printr-o regiune roditoare delimitând regiunea Mpumalanga și Free State la ca. 60 km la sud de Johannesburg alimentează „Vaal Dam”, un lac mare de acumulare, după care se varsă în Fluviul Orange.